# Poggio Catino
Poggio Catino es una localidad italiana de la provincia de Rieti, región de Lacio, con 1.361 habitantes.

## Evolución demográfica
| Gráfica de evolución demográfica de Poggio Catino entre 1861 y 2001 |
|                                                                     |
| Fuente ISTAT - Elaboración gráfica por parte de Wikipedia           |